# 4 Księga Machabejska
Czwarta Księga Machabejska – księga Starego Testamentu, uznawana za kanoniczną przez część prawosławia (kanon prawosławny gruziński), uznawana za apokryficzną przez tradycje judaistyczną, protestancką oraz katolicką, znajdująca się w Septuagincie.
Księga zawdzięcza swój tytuł luźnemu powiązaniu z 2 Księgą Machabejską (motyw męczeństwa Eleazara, jego siedmiu braci i matki). Opowiedziana historia jest formą, przez którą autor przekazuje ideały zaczerpnięte z filozofii stoickiej.
Czwarta Księga Machabejska nie jest uważana za kanoniczną w większości lokalnych cerkwi, umieszcza się ją jednak w prawosławnych wydaniach Pisma Świętego jako dodatek dydaktyczno-mądrościowy, w Cerkwi gruzińskiej uznawana za natchnioną. Jej treść wywarła duży wpływ na chrześcijańską teologię męczeństwa i kult męczennika Eleazara.